# JAS Motorsport
JAS Motorsport – włoski zespół wyścigowy założony w 1995 roku. Od 1998 roku zespół jest oficjalnym partnerem koncernu Honda w wyścigach samochodowych i obsługuje zespół Hondy w European Touring Car Championship/World Touring Car Championship. Poza tym zespół pojawia/ł się także w stawce European Supertouring Championship, German Touring Championship, British Touring Car Championship, Blancpain Endurance Series, Intercontinental Rally Challenge, Rajdowych Mistrzostw Świata oraz Rajdowych Mistrzostw Europy. Siedziba zespołu znajduje się we włoskiej miejscowości Arluno.